# Nana Akufo-Addo
Nana Addo Dankwa Akufo-Addo (* 29. března 1944 Accra, Zlatonosné pobřeží) je ghanský politik a od roku 2017 do roku 2025 byl také 5. prezident Ghany. Je synem Edwarda Akufo-Addoa, bývalého prezidenta Ghany.

## Životopis
Jeho otec Edward Akufo-Addo byl třetím hlavním soudcem Ghany v letech 1966 až 1970, předsedou Ústavní komise 1967 až 1968 a nekonfekčním prezidentem Ghany od roku 1970 do roku 1972. Po ukončení studia odešel do Anglie, kde studoval na Lancingově vysoké škole v Sussexu. Začal studium filozofie, politiky a ekonomie na Nové vysoké škole v Oxfordu v roce 1962, ale brzy ji opustil. V roce 1962 se vrátil do Ghany a studoval na Akademii v Akkře předtím, než začal studovat ekonomii na Ghanské univerzitě v Legonu v roce 1964. V roce získal 1967 bakalářský titul. Poté se připojil k Inner Temple, aby se stal právníkem v rámci programu mentorství Inns of Court. Akufo-Addo pracoval s pařížskou kanceláří americké advokátní kanceláře Coudert Brothers. V roce 1979 založil advokátní kancelář Prempeh a spol.
Jeho politická kariéra začala v sedmdesátých letech, když byl v roce 1977 a 1978 generálním tajemníkem Lidového hnutí za svobodu a spravedlnost (PMFJ). V letech 1989 až 1991 byl viceprezidentem krajského senátu Ghany advokátní komory v Greater Accra. V letech 1991 byl 1996 byl Akufo-Addo členem Generální právní rady státu Ghana a současně členem generální rady ghanské advokátní komory. V květnu 1995 byl mezi širokou skupinou elit, která vytvořila Alianci za změnu, která organizovala demonstrace proti neoliberální politice, jako je zavedení daně z přidané hodnoty a porušování lidských práv prostřednictví prezidenta Jerryho Rawlingse. Rozsáhlé opoziční aliance později zanikly, když se elitní vůdci neshodli na vedoucí pozice. V devadesátých letech vytvořil organizaci občanských práv nazvanou Výbor pro lidská práva a lidská práva.
V říjnu 1998 se Akufo-Addo ucházel o kandidaturu na prezidenta, ale tu nakonec získal John Agyekum Kufuor, který následně vyhrál prezidentské volby v prosinci 2000. Akufo-Addo byl hlavním vedoucím Kufuorské prezidentské kampaně ve volbách v roce 2000. Stal se generálním prokurátorem a ministrem spravedlnosti a později přesídlil na ministerstvo zahraničních věcí.
V roce 2007 byl žhavým kandidátem, který měl vyhrát prezidentské volby. Ty ale vyhrál John Atta Mills.
Poté, co John Atta Mills v roce 2012 zemřel, Akufo-Addo znovu kandidoval na prezidenta. Jeho protikandidát John Dramani Mahama, který byl vyhlášen za vítěze voleb, což byl výsledek, který byl právně napaden Akufo-Addo. Soudní spor vyvolal značnou diskusi a nakonec byl rozhodnut nejvyšším soudem Ghany ve prospěch Mahamy. Akufo-Addo přijal rozsudek v zájmu hospodářské stability a mezinárodního dobrého jména.
V březnu 2014 oznámil Akufo-Addo své rozhodnutí o kandidatuře v prezidentských volbách 2016. Svou kampaň zaměřil na ekonomiku a sliboval, že stabilizuje měnový kurz země a sníží míru nezaměstnanosti. Dne 9. prosince 2016 slavil své vítězství v prezidentských volbách, kde proti prezidentu Johnu Dramanimu Mahamovi získal 53,83 % hlasů. Svou inauguraci měl 7. ledna 2017 na náměstí Černé hvězdy v Akkře za přítomností afrických prezidentů.
Po vypuknutí pandemie covidu-19 si dle opozice uzákonil přílišné posílení pravomocí, např. okamžité omezení volného pohybu osob. Magazín Vice kvůli tomu zařadil Ghanu na seznam 30 zemí, které pandemii zneužilo k potlačení práv vlastního obyvatelstva. V květnu 2020 Akufo-Addo oznámil, že se v městě Tema nakazilo v jedné firmě přes 500 zaměstnanců. Již předtím rozhodl o prodloužení zákazu setkávání na veřejnosti a prodloužení uzavření škol a státních hranic.
Během protestů po smrti George Floyda vyjádřil podporu demonstrujícím a symbolicky věnoval Floydově rodině látku kente. Ghanská vláda vyzvala Afroameričany k přesunu do Afriky, nabídla jim bezpečné útočiště a vyčlenila pro ně území ve středu země, kam by se mělo vejít asi 1 500 rodin.
Od 1. září 2020 otevřel ghanský vzdušný prostor obnovením provozu na mezinárodním letišti Kotoka v Akkře. Při nástupu do letadla mířícího do Ghany museli mít cestující negativní PCR test z posledních 72 hodin a při výstupu jim byl na jejich náklady proveden rychlotest.
Po smrti bývalého prezidenta Jerryho Rawlingse v listopadu 2020 vyjádřil Akufo-Addo soustrast Rawlingsově rodině a vyhlásil stažení vlajek v celé zemi na půl žerdi po dobu sedmi dní. Dále oznámil následné konání státního pohřbu.
Ve volbách 7. prosince 2020 obhajoval svůj mandát. Nad svým soupeřem z posledních dvou voleb Johnem Mahamou tentokrát zvítězil jen velmi těsně, získal 51,3 %. Mahama výsledek zpochybnil, většina dalších kandidátů však uznala vítězství prezidenta Akufo-Addo. Ten po svém znovuzvolení oznámil, že jeho prioritou je boj proti covidu-19 a znovunastartování zasažené ekonomiky.

## Vyznamenání
- velkokříž Národního řádu lva – Senegal, 2017[7]
- velkostuha Řádu liberijských průkopníků – Libérie, 2017[8]
- Řád Muhammada – Maroko, 17. února 2017[9]
- člen Řádu excelence – Guyana, 2019[10]
- velkokříž Národního řádu Pobřeží slonoviny[11]